# Muzeum Zoologiczne Uniwersytetu Jagiellońskiego
Muzeum Zoologiczne Uniwersytetu Jagiellońskiego – do 2014 roku muzeum mieściło się w budynku Instytutu Zoologii UJ przy ul. Ingardena 6 w Krakowie, a jego filia w Collegium Iuridicum przy ul. Grodzkiej 53. Obecnie wszystkie zbiory są przeniesione do Centrum Edukacji Przyrodniczej, ul. Gronostajowa 5.